# یورگ مویتن
یورگ مویتن (انگلیسی: Jörg Meuthen؛ زادهٔ ۲۹ ژوئن ۱۹۶۱) یک استاد دانشگاه، سیاست‌مدار و اقتصاددان اهل آلمان است که از ژوئیه ۲۰۱۵ تا کنون به‌عنوان سخنگوی حزب آلترناتیو برای آلمان فعالیت می‌کند.